# Copa KNVB de 2018–19
A Copa KNVB de 2018–19, por razões de patrocínio foi oficialmente chamada de TOTO KNVB Cup, foi a 101ª edição da competição anual de copa nacional do futebol neerlandês. Começou em 18 de agosto de 2018 com a primeira de duas fases preliminares e terminou em 5 de maio de 2019 com a final disputada no De Kuip, em Roterdão. 
O defensor do título era o Feyenoord, da Eredivisie, que venceu o AZ por 3-0 na final da temporada anterior, em 30 de abril de 2018.  Eles foram eliminados pelo Ajax nas semi-finais. 
O Ajax, como vencedor, participou da Johan Cruyff Shield de 2019 contra o PSV Eindhoven. 

## Calendário
| Volta                    | Datas da partida                      |
| ------------------------ | ------------------------------------- |
| Primeira fase preliminar | 18–19 de agosto de 2018               |
| Segunda fase preliminar  | 18, 21, 22 e 25 de agosto de 2018     |
| Primeira fase            | 25–27 de setembro de 2018             |
| Segunda fase             | 30 de outubro - 1 de novembro de 2018 |
| Oitavas de final         | 18–20 de dezembro de 2018             |
| Quartas de final         | 22-24 de janeiro de 2019              |
| Semi-finais              | 27–28 de fevereiro de 2019            |
| Final                    | 5 de maio de 2019                     |

## Partidas

### Fases preliminares
O sorteio das fases preliminares foi realizado por Ridgeciano Haps, em 7 de julho de 2018, e foi transmitido ao vivo no site da KNVB .  

#### Primeira fase preliminar
58 equipes amadoras se qualificaram para esta fase, porém 26 receberam classificação direta para a próxima fase, deixando 32 equipes na disputa por uma vaga na segunda fase preliminar. Os participantes foram os semi-finalistas dos torneios de taças distritais e equipes da Derde Divisie. 
| 18 de agosto de 2018 | ASWH (4)                                                     | 5-0       | MASV (8) | Hendrik-Ido-Ambacht                                                 |  |
| 14:30 CEST           | Verhoeve 39' · Dieterich 52', 78' · Yıldırım 58' · Pires 72' | Relatório |          | Estádio: Sportpark Schildman Público: 450 Árbitro: Marcel Roeleveld |  |

| 18 de agosto de 2018 | FC 's-Gravenzande (5)             | 3–2       | H.V. & C.V. Quick (4)          | 's-Gravenzande                                               |  |
| 14:30 CEST           | Abbas 42' · Broch 61' · Broos 71' | Relatório | Lonzième 67' · Kouwenhoven 90' | Estádio: Juliana Sportpark Público: 300 Árbitro: Martijn Vos |  |

| 18 de agosto de 2018 | VV Eemdijk (4)                         | 3–0       | VC Vlissingen (5) | Bunschoten-Spakenburg                                    |  |
| 15:00 CEST           | Van den Dikkenberg 45' · Bouw 68', 73' | Relatório |                   | Estádio: De Vinken Público: 200 Árbitro: Frank de Winter |  |

| 18 de agosto de 2018 | VV Alverna (6) | 0–2       | ODIN '59 (4)                | Alverna                                                         |  |
| 17:00 CEST           |                | Relatório | Klijbroek 35' · Bormann 90' | Estádio: Sportpark Het Bospad Público: 300 Árbitro: Thom Winkel |  |

| 18 de agosto de 2018 | EVV (4)                                                                           | 7–0       | VV Brielle (6) | Echt                                                                 |  |
| 17:00 CEST           | Vankan 34' (pen.), 75' · Beelen 53', 56' · Rijkers 60' · Geenen 84' · Džurlić 85' | Relatório |                | Estádio: Sportpark In de Bandert Público: 300 Árbitro: Thijs Voncken |  |

| 18 de agosto de 2018 | VV GOES (4) | 0–4       | VV Staphorst (5)                                    | Goes                                                             |  |
| 17:00 CEST           |             | Relatório | Ter Avest 30', 59' · Luchtenberg 32' · De Jonge 90' | Estádio: Sportpark Het Schenge Público: 300 Árbitro: Colin Prooi |  |

| 18 de agosto de 2018 | Harkemase Boys (4)                | 2–1       | ASV De Dijk (4) | Harkema                                          |  |
| 17:00 CEST           | Stelpstra 31' · Renken 81' (pen.) | Relatório | Köylü 60'       | Estádio: De Bosk Público: 400 Árbitro: Sam Dröge |  |

| 18 de agosto de 2018 | HSV Hoek (4)                     | 3–0       | ADO '20 (4) | Hoek                                                         |  |
| 17:00 CEST           | Impens 44', 77' · Constansia 50' | Relatório |             | Estádio: Sportpark Denoek Público: 750 Árbitro: Roel de Cock |  |

| 18 de agosto de 2018 | SV OSS '20 (4)        | 2–4 (pro.) | VV Noordwijk (4)                                            | Oss                                                                 |  |
| 17:00 CEST           | Van Sonsbeek 15', 27' | Relatório  | James 24' · Westdijk 25' · Reynaars 94' · Van Staveren 108' | Estádio: Sportpark de Rusheuvel Público: 250 Árbitro: Lorenzo Cairo |  |

| 18 de agosto de 2018 | Quick '20 (4)                                | 2–6       | DVS'33 Ermelo (4)                                          | Oldenzaal                                                             |  |
| 17:00 CEST           | Kemna 48' (pen.) · Van Breemen-Schneider 87' | Relatório | Pilon 11' · Roemeon 33', 56' · Powel 68' · Öztürk 76', 80' | Estádio: Sportpark Vondersweijde Público: 200 Árbitro: Erik ter Brake |  |

| 18 de agosto de 2018 | Sportlust '46 (6) | 1–4       | HBS (4)                          | Woerden                                                                |  |
| 17:00 CEST           | Da Veiga 33'      | Relatório | Six 45', 83', 89' · Van Pelt 78' | Estádio: Sportpark Cromwijck Público: 300 Árbitro: Frank van den Elzen |  |

| 18 de agosto de 2018 | SteDoCo (4)  | 1–0       | RKSV Cluzona (7) | Hoornaar                                                     |  |
| 17:00 CEST           | Schröder 61' | Relatório |                  | Estádio: Sportpark SteDoCo Público: 300 Árbitro: Luuk Timmer |  |

| 18 de agosto de 2018                       | SV Urk (5)                      | 2–2 (pro.) (5–4 pen.)                             | SDO (5)                                   | Urk                                                            |  |
| 17:00 CEST                                 | Kramer 13' · Brands 120' (pen.) | Relatório                                         | Heerschop 52' · Van Huisstede 110' (pen.) | Estádio: Sportpark de Vormt Público: 350 Árbitro: Daan Schaper |  |
|                                            |                                 | Penalidades                                       |                                           |                                                                |  |
| Brands M. Snoek H. Snoek Romkes W. de Boer |                                 | Van Huisstede Hemmers Fokker Groenewegen Snijders |                                           |                                                                |  |

| 18 de agosto de 2018                | ZVV Zaanlandia (6) | 1–1 (pro.) (4–5 pen.)                        | Achilles '29 (4)  | Zaandam                                                              |  |
| 17:00 CEST                          | Bulduk 90'         | Relatório                                    | Loning 45' (pen.) | Estádio: Sportpark Oostzijderveld Público: 110 Árbitro: Bas Annegarn |  |
|                                     |                    | Penalidades                                  |                   |                                                                      |  |
| Bulduk Rijser De Graaf Filippo Bakr |                    | Loning Van Dongen Izijk Parsisius Haggi Moni |                   |                                                                      |  |

| 19 de agosto de 2018 | JOS Watergraafsmeer (6) | 1–2 (pro.) | RKVV Westlandia (4)         | Amsterdam                                                       |  |
| 14:00 CEST           | Abbring 100'            | Relatório  | Vissers 93' · El Mhamdi 98' | Estádio: Sportpark Drieburg Público: 200 Árbitro: Dave de Vries |  |

| 19 de agosto de 2018 | RKSV Bekkerveld (6) | 2–4       | USV Hercules (4)                         | Heerlen                                                       |  |
| 14:30 CEST           | Dowson 22', 33'     | Relatório | Fonville 40', 61', 63' · Van Rooijen 64' | Estádio: Sportpark Aarveld Público: 200 Árbitro: Jerôme Vries |  |

#### Segunda fase preliminar
Na segunda fase preliminar, disputaram 54 times amadores. Os participantes foram os 16 vencedores dos confrontos da primeira fase preliminar, 26 equipes que receberam a classificação direta na primeira fase preliminar e 12 equipes da Tweede Divisie . As partidas foram disputadas nos dias 18, 21, 22 e 25 de agosto de 2018. 
| 18 de agosto de 2018 | SV DFS (5)                 | 2–1 (pro.) | BVV Barendrecht (3) | Opheusden                                                         |  |
| 14:30 CEST           | Bokila 90' · Scheffer 105' | Relatório  | Mourits 46'         | Estádio: Sportpark 't Heerenland Público: 315 Árbitro: Eric Thijs |  |

| 18 de agosto de 2018 | VV DOVO (4)                         | 3–0       | Quick Boys (4) | Veenendaal                                                      |  |
| 14:30 CEST           | Amerzgiou 43', 88' · Van Zeelst 55' | Relatório |                | Estádio: Sportpark Panhuis Público: 400 Árbitro: Robin Hensgens |  |

| 18 de agosto de 2018 | DZC '68 (6) | 0–2       | SVV Scheveningen (3)      | Doetinchem                                                   |  |
| 14:30 CEST           |             | Relatório | Peters 68' · Robinson 68' | Estádio: Sportpark Zuid Público: 150 Árbitro: Jesse Rozendal |  |

| 18 de agosto de 2018 | Rijnsburgse Boys (3)           | 3–1       | Ajax Amateurs (4)  | Rijnsburg                                                         |  |
| 14:30 CEST           | Tillema 1', 85' · Hudepohl 56' | Relatório | Spruijt 29' (o.g.) | Estádio: Sportpark Middelmors Público: 800 Árbitro: Robin Gansner |  |

| 18 de agosto de 2018 | SV Spakenburg (3)                      | 4–1       | RKSV Wittenhorst (6) | Spakenburg                                                       |  |
| 16:00 CEST           | Waalkens 33', 39', 55' · Oostinjen 60' | Relatório | Derks 84' (pen.)     | Estádio: Sportpark De Westmaat Público: 1,500 Árbitro: Nick Smit |  |

| 18 de agosto de 2018 | JVC Cuijk (4)                          | 2–3       | Koninklijke HFC (3)           | Cuijk                                                                                   |  |
| 18:00 CEST           | Van Schoonhoven 27' (pen.), 90' (pen.) | Relatório | Tadmine 21', 90' · Mounji 74' | Estádio: Sportpark De Groenendijkse Kampen Público: 500 Árbitro: Harold van de Ketterij |  |

| 21 de agosto de 2018 | MVV Alcides (5)   | 2–0       | VVOG (4) | Meppel                                                         |  |
| 20:00 CEST           | F. Fokke 78', 87' | Relatório |          | Estádio: Sportpark Ezinge Público: 300 Árbitro: Wouter Wiersma |  |

| 21 de agosto de 2018 | FC 's-Gravenzande (5) | 1–2       | Excelsior Maassluis (3)      | 's-Gravenzande                                                         |  |
| 20:00 CEST           | Westhoff 88'          | Relatório | Van der Ende 14' · Sylla 33' | Estádio: Juliana Sportpark Público: 400 Árbitro: Sander de Brito Roque |  |

| 21 de agosto de 2018 | GVVV (3) | 0–3       | SV TEC (4)                       | Veenendaal                                                      |  |
| 20:00 CEST           |          | Relatório | Koç 35', 76' · Mulder 39' (o.g.) | Estádio: Sportpark Panhuis Público: 700 Árbitro: Jesse Rozendal |  |

| 21 de agosto de 2018 | IJsselmeervogels (3)       | 2–3       | VV Noordwijk (4)                   | Spakenburg                                                           |  |
| 20:00 CEST           | Olijfveld 3' · Markiet 44' | Relatório | Wendt 68' · Van Staveren 88', 108' | Estádio: Sportpark De Westmaat Público: 1,000 Árbitro: Robin Gansner |  |

| 22 de agosto de 2018 | USV Hercules (4) | 0–4       | ASWH (4)                                                  | Utrecht                                                      |  |
| 18:00 CEST           |                  | Relatório | El Amrani 23' · Pires 49', 80' (pen.) · Van den Bosch 56' | Estádio: Sportpark Voordorp Público: 400 Árbitro: Eric Thijs |  |

| 22 de agosto de 2018 | Achilles '29 (4) | 1–6       | Harkemase Boys (4)                                                       | Groesbeek                                                       |  |
| 20:00 CEST           | Yaldız 83'       | Relatório | Beimers 3' · Huizing 28' · Stelpstra 36' · Bouius 42' · Veldman 45', 53' | Estádio: Sportpark De Heikant Público: 250 Árbitro: Luuk Timmer |  |

| 22 de agosto de 2018 | Blauw Geel '38 (4) | 0–1       | SV Urk (5) | Veghel                                                                      |  |
| 20:00 CEST           |                    | Relatório | Tol 74'    | Estádio: Prins Willem Alexander Sportpark Público: 300 Árbitro: Pedro Raven |  |

| 22 de agosto de 2018 | De Treffers (3) | 1–2 (pro.) | DVS'33 Ermelo (4)          | Groesbeek                                                   |  |
| 20:00 CEST           | Ars 41'         | Relatório  | De Ruiter 90' · Powel 101' | Estádio: Sportpark Zuid Público: 500 Árbitro: Thijs Voncken |  |

| 22 de agosto de 2018                      | VV Gemert (5)   | 1–1 (pro.) (3–2 pen.)                        | HSV Hoek (4) | Gemert                                                            |  |
| 20:00 CEST                                | Van Brussel 89' | Relatório                                    | Wilson 72'   | Estádio: Sportpark Molenbroek Público: 250 Árbitro: Lorenzo Cairo |  |
|                                           |                 | Penalidades                                  |              |                                                                   |  |
| Den Dekker Van den Broek Fonken Vereijken |                 | Vandepitte Van Leiden Doesburg Klap Tiebosch |              |                                                                   |  |

| 22 de agosto de 2018 | HBS (4)                | 2–3       | ONS Sneek (4)                                         | Den Haag                                                       |  |
| 20:00 CEST           | De Groot 26' · Six 90' | Relatório | Kuipers 40' · Koffema 50' (o.g.) · Lanting 65' (pen.) | Estádio: Daal en Bergselaan Público: 350 Árbitro: Jerôme Vries |  |

| 22 de agosto de 2018 | HHC Hardenberg (3) | 0–3       | OFC (4)                                      | Hardenberg                                             |  |
| 20:00 CEST           |                    | Relatório | Brantjes 25' · Kharchouch 45' · Reclaoui 78' | Estádio: De Boshoek Público: 500 Árbitro: Daan Schaper |  |

| 22 de agosto de 2018 | ODIN '59 (4)        | 1–0       | VV Dongen (4) | Heemskerk                                                         |  |
| 20:00 CEST           | De Vries 14' (pen.) | Relatório |               | Estádio: Sportpark Assumburg Público: 250 Árbitro: Robin Hensgens |  |

| 22 de agosto de 2018 | OJC Rosmalen (4)                                             | 4–1 (pro.) | Flevo Boys (5) | Rosmalen                                                                 |  |
| 20:00 CEST           | Wijkmans 11' · Meeuwsen 102' · Dibets 115' · Van Kempen 120' | Relatório  | Post 60'       | Estádio: Sportpark De Groote Wielen Público: 300 Árbitro: Wim Bronsvoort |  |

| 22 de agosto de 2018 | RKAV Volendam (5)     | 1–0 (pro.) | EVV (4) | Volendam                                               |  |
| 20:00 CEST           | Zwarthoed 120' (pen.) | Relatório  |         | Estádio: Julianaweg Público: 300 Árbitro: Roel de Cock |  |

| 22 de agosto de 2018 | RKSV Groene Ster (5)     | 2–1       | FC Lienden (3) | Heerlerheide                                                        |  |
| 20:00 CEST           | Hellemons 53' · Eind 64' | Relatório | Hak 43'        | Estádio: Sportpark Pronsebroek Público: 300 Árbitro: Nick Tunnissen |  |

| 22 de agosto de 2018 | VV SJC (4) | 0–2       | FC Lisse (4)             | Noordwijk                                                         |  |
| 20:00 CEST           |            | Relatório | Oehlers 33' · Adouch 89' | Estádio: Sportpark Duinwetering Público: 400 Árbitro: Martijn Vos |  |

| 22 de agosto de 2018 | VV Staphorst (5)               | 2–1 (pro.) | HSC '21 (4)     | Staphorst                                                  |  |
| 20:00 CEST           | Veldmate 78' (pen.) · Kin 112' | Relatório  | T. ter Hogt 60' | Estádio: Het Noorderslag Público: 500 Árbitro: Thom Winkel |  |

| 22 de agosto de 2018 | VV UNA (4)                | 2–4       | VV Eemdijk (4)                              | Zeelst                                                            |  |
| 20:00 CEST           | Boogers 5' · Sebregts 65' | Relatório | Morrison 35' · De Graaf 86' · Bouw 89', 90' | Estádio: Sportpark Zeelst Público: 300 Árbitro: Jaafar Aafouallah |  |

| 22 August 2018 | VV Uno Animo (7) | 1–6       | VVSB (3)                                                                                | Loon op Zand                                                       |  |
| 20:00 CEST     | Van der Loo 25'  | Relatório | De Rijk 8' · Batist 20' · Van Son 44' (o.g.) · Bekooij 71' · Dijkstra 85' · Felicia 89' | Estádio: Sportpark De Klokkenberg Público: 250 Árbitro: Victor Ris |  |

| 22 de agosto de 2018 | RKVV Westlandia (4) | 2–1       | SteDoCo (4)           | Naaldwijk                                                            |  |
| 20:00 CEST           | Serbony 13', 32'    | Relatório | Dos Santos 90' (pen.) | Estádio: Sportpark De Hoge Bomen Público: 400 Árbitro: Bilal Şahiner |  |

| 25 de agosto de 2018 | HVV Te Werve (7)                          | 3–1 (pro.) | SV Marvilde (7)   | Rijswijk                                                          |  |
| 14:30 CEST           | Reijntjes 46' · Vogel 114' · Overman 120' | Relatório  | Van den Akker 68' | Estádio: Sportpark Vredenburch Público: 175 Árbitro: Pim Weghorst |  |

### Chave principal
64 equipes participaram da chave principal: 27 vencedores dos confrontos das fases preliminares, 34 equipes profissionais e 3 campeões de período da Tweede Divisie. 

#### Primeira fase
| 25 de setembro de 2018 | Amsterdamsche FC (3)                                                | 5–0       | Telstar (2) | Amsterdam                                                                 |  |
| 17:00 CEST             | - Belarbi 14' - Teijsse 62' - Kulhan 71' - Hoek 84' - Lindhorst 86' | Relatório |             | Estádio: Sportpark Goed Genoeg Público: 500 Árbitro: Jannick van der Laan |  |

| 25 de setembro de 2018 | RKC Waalwijk (2)           | 2–0       | NAC Breda (1) | Waalwijk                                                        |  |
| 18:30 CEST             | - Baggerman 42' - Seys 47' | Relatório |               | Estádio: Mandemakers Stadion Público: 2,713 Árbitro: Kevin Blom |  |

| 25 de setembro de 2018 | SV Spakenburg (3)                                              | 3–0       | SV DFS (5) | Bunschoten-Spakenburg                                               |  |
| 19:45 CEST             | - Van der Neut 13' - Sterling 67' - Van der Sande 90+3' (pen.) | Relatório |            | Estádio: Sportpark De Westmaat Público: 800 Árbitro: Marc Nagtegaal |  |

| 25 de setembro de 2018 | DVS'33 Ermelo (4) | 0–6       | Roda JC (2)                                                                           | Ermelo                                                                |  |
| 19:45 CEST             |                   | Relatório | - Engels 11' (pen.) - Simamala 44' (45+2) - Väyrynen 53' - Van Velzen 68' - Milts 77' | Estádio: Sportpark DVS 33 Público: 1,500 Árbitro: Sander van der Eijk |  |

| 25 de setembro de 2018 | Koninklijke HFC (3)                                          | 4–0       | Harkemase Boys (4) | Haarlem                                                             |  |
| 19:45 CEST             | - Tadmine 10' (pen.) - Van der Linden 65', 86' - Lewis 90+2' | Relatório |                    | Estádio: Sportpark Spanjaardslaan Público: 400 Árbitro: Stan Teuben |  |

| 25 de setembro de 2018 | ODIN '59 (4) | 1–0       | FC Lisse (4) | Heemskerk                                                       |  |
| 19:45 CEST             | - Dikker 9'  | Relatório |              | Estádio: Sportpark ODIN '59 Público: 400 Árbitro: Robin Gansner |  |

| 25 de setembro de 2018 | VV Noordwijk (4)                                 | 3–2       | Sparta Rotterdam (2) | Noordwijk                                                        |  |
| 19:45 CEST             | - James 8' - Roshanali 52' - Akachau-Achefay 80' | Relatório | - Harroui 17', 26'   | Estádio: Sportpark Duinwetering Público: 5,900 Árbitro: Alex Bos |  |

| 25 de setembro de 2018 | SVV Scheveningen (3) | 2–3 (pro.) | SC Cambuur (2)                                        | Scheveningen                                                    |  |
| 19:45 CEST             | - Donald 35', 45+4'  | Relatório  | - Cigaņiks 31' - Robertha 89' - Van Wermeskerken 105' | Estádio: Sportpark Houtrust Público: 450 Árbitro: Rob Dieperink |  |

| 25 de setembro de 2018 | FC Volendam (2) | 1–2       | Willem II (1)               | Volendam                                                    |  |
| 19:45 CEST             | - Kaars 42'     | Relatório | - Avdijaj 4' - Fran Sol 48' | Estádio: Kras Stadion Público: 1,607 Árbitro: Siemen Mulder |  |

| 25 de setembro de 2018                          | Rijnsburgse Boys (3) | 1–1 (4–5 pen.)                                                 | TOP Oss (2)   | Rijnsburg                                                    |  |
| 19:45 CEST                                      | - Jongeneelen 74'    | Relatório                                                      | - Rommens 26' | Estádio: Middelmors Público: 1,200 Árbitro: Christian Mulder |  |
|                                                 |                      | Penalidades                                                    |               |                                                              |  |
| Goeman Jongeneelen Knol Tillema Tervoert Artien |                      | Smeets Rommens Stuij van den Herik Kaak Van der Biezen Nieveld |               |                                                              |  |

| 25 de setembro de 2018 | Go Ahead Eagles (2)            | 2–0       | FC Eindhoven (2) | Deventer                                                          |  |
| 19:45 CEST             | - Navrátil 67' - Langedijk 89' | Relatório |                  | Estádio: De Adelaarshorst Público: 3,168 Árbitro: Laurens Gerrets |  |

| 25 de setembro de 2018 | FC Den Bosch (2) | 1–2       | Heracles Almelo (1) | 's Hertogenbosch                                            |  |
| 19:45 CEST             | - Velkov 11'     | Relatório | - Vermeij 12', 55'  | Estádio: De Vliert Público: 2,176 Árbitro: Serdar Gözübüyük |  |

| 25 de setembro de 2018 | Almere City (2) | 1–0       | FC Dordrecht (2) | Almere                                                             |  |
| 19:45 CEST             | - Luckassen 5'  | Relatório |                  | Estádio: Yanmar Stadion Público: 1,734 Árbitro: Edwin van de Graaf |  |

| 25 de setembro de 2018 | Helmond Sport (2) | 0–5       | Fortuna Sittard (1)                       | Helmond                                                                   |  |
| 19:45 CEST             |                   | Relatório | - Hutten 10', 58' - Vidigal 50', 66', 84' | Estádio: SolarUnie Stadion Público: 1,681 Árbitro: Martin van den Kerkhof |  |

| 25 de setembro de 2018 | RKVV Westlandia (4) | 0–3       | VVV-Venlo (1)                  | Naaldwijk                                                               |  |
| 19:45 CEST             |                     | Relatório | - Samuelsen 27', 57' - Kum 65' | Estádio: Sportpark De Hoge Bomen Público: 2,250 Árbitro: Ingmar Oostrom |  |

| 26 de setembro de 2018         | VVSB (3)                         | 3–3 (pro.) (3–5 pen.)                    | De Graafschap (1)                     | Noordwijkerhout                                                      |  |
| 19:45 CEST                     | - Bekooij 22', 73' - Martins 94' | Relatório                                | - Abena 32' - Owusu 71' - Olijve 102' | Estádio: Sportpark de Boekhorst Público: 1,500 Árbitro: Martin Perez |  |
|                                |                                  | Penalidades                              |                                       |                                                                      |  |
| Bekooij Zwart Dijkstra De Rijk |                                  | Olijve Owusu El Jebli Van Mieghem Bakker |                                       |                                                                      |  |

| 25 de setembro de 2018 | Kozakken Boys (3)                         | 3–1       | ONS Sneek (4) | Werkendam                                                                |  |
| 20:00 CEST             | - Vicento 3' - Stout 20' - El Azzouti 28' | Relatório | - De Boer 11' | Estádio: Sportpark De Zwaaier Público: 375 Árbitro: Jannick van der Laan |  |

| 25 de setembro de 2018 | Excelsior (1)                            | 2–3 (pro.) | NEC Nijmegen (2)                                            | Rotterdam                                                                   |  |
| 19:45 CEST             | - Bruins 20' (pen.) - Buwalda 24' (o.g.) | Relatório  | - Achabar 34' (pen.) - Braken 80' (pen.) - Guus Joppen 107' | Estádio: Van Donge & De Roo Stadion Público: 1,902 Árbitro: Jochem Kamphuis |  |

| 26 de setembro de 2018 | VV Staphorst (5) | 0–1       | PEC Zwolle (1)  | Staphorst                                                    |  |
| 17:00 CEST             |                  | Relatório | - Van Crooij 8' | Estádio: Het Noorderslag Público: 3,500 Árbitro: Bas Nijhuis |  |

| 26 de setembro de 2018 | Excelsior Maassluis (3) | 0–4       | PSV Eindhoven (1)                                              | Maassluis                                                             |  |
| 18:30 CEST             |                         | Relatório | - Gakpo 15' - Sainsbury 44' - Lundqvist 69' - Isimat-Mirin 73' | Estádio: Sportpark Dijkpolder Público: 3,200 Árbitro: Jeroen Manschot |  |

| 26 de setembro de 2018                    | DOVO (4)            | 2–2 (pro.) (4–5 pen.)                         | SV Urk (5)                     | Veenendaal                                                       |  |
| 19:45 CEST                                | - Patrick 83', 108' | Relatório                                     | - R. Brands 51' - Nentjes 114' | Estádio: Sportpark Panhuis Público: 950 Árbitro: Richard Martens |  |
|                                           |                     | Penalidades                                   |                                |                                                                  |  |
| Patrick Toonen Wormgoor Bakkenes Berkvens |                     | Brands H. Snoek Van Slooten P. Brands Nentjes |                                |                                                                  |  |

| 26 de setembro de 2018 | VV Eemdijk (4)           | 1–4       | ASWH (4)                                | Bunschoten-Spakenburg                                        |  |
| 19:45 CEST             | - Van den Dikkenberg 73' | Relatório | - Yildirim 5', 37', 86' - Verhoeven 82' | Estádio: Sportpark de Vinken Público: 350 Árbitro: Sam Dröge |  |

| 26 de setembro de 2018 | RKAV Volendam (5) | 1–2       | Vitesse (1)                        | Volendam                                                           |  |
| 19:45 CEST             | - Tol 84'         | Relatório | - Van der Werff 15' - Darfalou 43' | Estádio: Sportpark Volendam Público: 2,500 Árbitro: Freek van Herk |  |

| 26 de setembro de 2018 | VV Katwijk (3) | 0–1 (pro.) | SC Heerenveen (1) | Katwijk                                                         |  |
| 19:45 CEST             |                | Relatório  | - Lammers 117'    | Estádio: Sportpark de Krom Público: 1,750 Árbitro: Clay Ruperti |  |

| 26 de setembro de 2018 | OJC Rosmalen (4) | 0–6       | ADO Den Haag (1)                                                      | Rosmalen                                                                     |  |
| 17:00 CEST             |                  | Relatório | - Necid 24', 87' - El Khayati 24', 59' - Beugelsdijk 39' - Becker 85' | Estádio: Voetbalcomplex De Grote Wielen Público: 1,500 Árbitro: Denns Higler |  |

| 26 de setembro de 2018 | Groene Ster (5)              | 2–1       | TEC (4)               | Heerlerheide                                                      |  |
| 19:45 CEST             | - Hellemons 45+3' - Unal 65' | Relatório | - Van Westerlaken 79' | Estádio: Sportpark Pronsebroek Público: 650 Árbitro: Jerome Vries |  |

| 26 de setembro de 2018 | HVV Te Werve (7) | 0–7       | Ajax (1)                                                                                           | Noordwijk                                                              |  |
| 20:45 CEST             |                  | Relatório | - Schuurs 10' - Dolberg 17' - Van de Beek 30' - Labyad 38', 59' - Ekkelenkamp 66' - Gravenberg 82' | Estádio: Sportpark Duinwetering Público: 3,500 Árbitro: Christiaan Bax |  |

| 27 de setembro de 2018 | MVV Alcides (5) | 0–6       | AZ (1)                                                                 | Meppel                                                       |  |
| 17:00 CEST             |                 | Relatório | - Johnsen 16' - Idrissi 24', 72', 76' (pen.) - Maher 33' - Rotariu 42' | Estádio: Sportpark Ezinge Público: 1,750 Árbitro: Joey Kooij |  |

| 27 de setembro de 2018 | OFC (4)            | 1–3       | FC Emmen (1)                                  | Oostzaan                                                                   |  |
| 17:00 CEST             | - el Yaghmouri 86' | Relatório | - Niemeijer 10' - Bijl 55' (pen.), 80' (pen.) | Estádio: Sportpark Twiskepolder Público: 800 Árbitro: Luca Evian Cantineau |  |

| 27 de setembro de 2018 | FC Groningen (1) | 0–2       | FC Twente (2)              | Groningen                                                 |  |
| 18:30 CEST             |                  | Relatório | - Espinosa 45' - Bijen 68' | Estádio: Euroborg Público: 18,192 Árbitro: Danny Makkelie |  |

| 27 de setembro de 2018 | FC Utrecht (1)                      | 2–0       | MVV (2) | Utrecht                                                                      |  |
| 19:45 CEST             | - Dessers 61' (pen.) - Venema 90+5' | Relatório |         | Estádio: Stadion Galgenwaard Público: 16,206 Árbitro: Martin van den Kerkhof |  |

| 27 de setembro de 2018 | VV Gemert (5) | 0–4       | Feyenoord (1)                     | Helmond                                                           |  |
| 20:45 CEST             |               | Relatório | - Vente 11', 65', 71' - Kökçü 45' | Estádio: SolarUnie Stadion Público: 4,200 Árbitro: Pol van Boekel |  |

#### Segunda fase
O sorteio para a segunda fase foi realizado em 29 de setembro de 2018 às 23:00 CET .  As partidas da segunda fase ocorreram entre 30 de outubro e 1 de novembro de 2018. 
| 30 de outubro de 2018 | PSV Eindhoven (1)                 | 2–3 (pro.) | RKC Waalwijk (2)                    | Eindhoven                                                                |  |
| 18:30 CET             | - Gutiérrez 1' - Mauro Júnior 76' | Relatório  | - Van Weert 29' - Maatsen 90', 109' | Estádio: Philips Stadion Público: 24,500 Árbitro: Martin van den Kerkhof |  |

| 30 de outubro de 2018 | Amsterdamsche FC (3) | 1–0       | TOP Oss (2) | Amsterdam                                                       |  |
| 19:45 CET             | - Teijsse 63'        | Relatório |             | Estádio: Goed Genoeg Público: 650 Árbitro: Jannick van der Laan |  |

| 30 de outubro de 2018 | SC Cambuur (2)              | 2–1       | Koninklijke HFC (3) | Leeuwarden                                                     |  |
| 19:45 CET             | - Mathieu 19' - Conraad 55' | Relatório | - Noordmans 72'     | Estádio: Cambuur Stadion Público: 3,298 Árbitro: Rob Dieperink |  |

| 30 de outubro de 2018 | Kozakken Boys (3)       | 2–1       | Almere City (2) | Werkendam                                                    |  |
| 19:45 CET             | - El Azzouti 11', 90+3' | Relatório | - Meijer 80'    | Estádio: Sportpark De Zwaaier Público: 800 Árbitro: Alex Bos |  |

| 30 de outubro de 2018 | FC Twente (2)                                            | 4–2       | VV Noordwijk (4) | Enschede                                                          |  |
| 19:45 CET             | - Espinosa 28', 38' - Cantalapiedra 29' - Zekhnini 90+3' | Relatório | - Wendt 31', 86' | Estádio: De Grolsch Veste Público: 14,800 Árbitro: Christiaan Bax |  |

| 30 de outubro de 2018 | SV Urk (5) | 0–1       | Roda JC (2)      | Urk                                                           |  |
| 19:45 CET             |            | Relatório | - El Makrini 53' | Estádio: De Vormt Público: 2,200 Árbitro: Sander van der Eijk |  |

| 30 de outubro de 2018 | De Graafschap (1)      | 2–5       | PEC Zwolle (1)                                 | Doetinchem                                                 |  |
| 20:45 CET             | - Vet 53' - Bakker 64' | Relatório | - Flemming 13', 23', 44', 71' - Van Duinen 56' | Estádio: De Vijverberg Público: 4,325 Árbitro: Bas Nijhuis |  |

| 31 de outubro de 2018 | Heracles Almelo (1) | 0–2       | Vitesse (1)                  | Almelo                                                         |  |
| 18:30 CET             |                     | Relatório | - Ødegaard 40' - Buitink 89' | Estádio: Polman Stadion Público: 10,037 Árbitro: Siemen Mulder |  |

| 31 de outubro de 2018 | AZ (1)                        | 2–0       | VVV-Venlo (1) | Alkmaar                                                       |  |
| 19:45 CET             | - Seuntjens 46' - Idrissi 87' | Relatório |               | Estádio: AFAS Stadion Público: 6,026 Árbitro: Allard Lindhout |  |

| 31 de outubro de 2018 | Groene Ster (5) | 1–3       | SC Heerenveen (1)                         | Heerlerheide                                                        |  |
| 19:45 CET             | - Eind 40'      | Relatório | - Rienstra 46' - Zeneli 49' - Lammers 70' | Estádio: Sportpark Pronsebroek Público: 2,500 Árbitro: Martin Perez |  |

| 31 de outubro de 2018 | FC Emmen (1) | 1–3       | ODIN '59 (4)                                | Emmen                                                            |  |
| 19:45 CET             | - Bijl 18'   | Relatório | - Al Mahdi 34' - Hardenberg 75' (pen.), 82' | Estádio: De Oude Meerdijk Público: 3,578 Árbitro: Ingmar Oostrom |  |

| 31 de outubro de 2018 | FC Utrecht (1)                                                 | 5–1       | ASWH (4)            | Utrecht                                                         |  |
| 19:45 CET             | - Kerk 5' - Overeem 28' - Dessers 74' - Van de Streek 77', 83' | Relatório | - Van den Bosch 22' | Estádio: Stadion Galgenwaard Público: 8,398 Árbitro: Joey Kooij |  |

| 31 de outubro de 2018 | Willem II (1)                                  | 5–0       | SV Spakenburg (3) | Tilburg                                                                      |  |
| 19:45 CET             | - Sol 9', 81' - Crowley 24' - Avdijaj 53', 59' | Relatório |                   | Estádio: Koning Willem II Stadion Público: 8,931 Árbitro: Edwin van de Graaf |  |

| 31 de outubro de 2018 | Ajax (1)                                 | 3–0       | Go Ahead Eagles (2) | Amsterdam                                                       |  |
| 20:45 CET             | - Neres 35' - Labyad 38' - Huntelaar 63' | Relatório |                     | Estádio: Johan Cruyff Arena Público: 43,884 Árbitro: Kevin Blom |  |

| 1 de novembro de 2018 | NEC Nijmegen (2)           | 2–3       | Fortuna Sittard (1)                              | Nijmegen                                                           |  |
| 18:30 CET             | - Sanniez 20' - Braken 28' | Relatório | - Diemers 22' (pen.) - Stokkers 66' - Hutten 85' | Estádio: Stadion de Goffert Público: 4,103 Árbitro: Pol van Boekel |  |

| 1 de novembro de 2018 | Feyenoord (1)                                               | 5–1       | ADO Den Haag (1) | Rotterdam                                                 |  |
| 20:45 CET             | - Jørgensen 18', 56', 81' - Botteghin 44' - Sam Larsson 89' | Relatório | - El Khayati 7'  | Estádio: De Kuip Público: 35,000 Árbitro: Jochem Kamphuis |  |

#### Oitavas-de-final
O sorteio para as oitavas-de-final aconteceu no dia 3 de novembro de 2018 às 23:00 CET .  As partidas das oitavas-de-final ocorreram entre 18 e 20 de dezembro de 2018. 
| 18 de dezembro de 2018 | Willem II (1)                                | 3–0       | Amsterdamsche FC (3) | Tilburg                                                               |  |
| 18:30 CET              | - Avdijaj 18' - Sol 37' (pen.) - Özbiliz 39' | Relatório |                      | Estádio: Koning Willem II Stadion Público: 8,506 Árbitro: Stan Teuben |  |

| 18 de dezembro de 2018 | FC Twente (2)                   | 2–0       | RKC Waalwijk (2) | Enschede                                                           |  |
| 19:45 CET              | - Schenk 26' - Oosterwijk 90+1' | Relatório |                  | Estádio: De Grolsch Veste Público: 14,969 Árbitro: Richard Martens |  |

| 19 de dezembro de 2018 | AZ (1)                                                     | 5–0       | PEC Zwolle (1) | Alkmaar                                                     |  |
| 20:45 CET              | - Idrissi 10', 18' - Til 26' - Seuntjens 48' - Midtsjø 50' | Relatório |                | Estádio: AFAS Stadion Público: 6,068 Árbitro: Dennis Higler |  |

| 19 de dezembro de 2018 | ODIN '59 (4) | 1–3       | SC Heerenveen (1)                            | Velsen                                                                        |  |
| 18:30 CET              | - Bormann 2' | Relatório | - Vlap 9' - Lammers 54' - Van Amersfoort 86' | Estádio: Rabobank IJmond Stadion Público: 3,243 Árbitro: Luca Evian Cantineau |  |

| 19 de dezembro de 2018 | Fortuna Sittard (1)        | 2–1       | SC Cambuur (2) | Sittard                                                                |  |
| 19:45 CET              | - Semedo 19' - Lamprou 80' | Relatório | - Rossi 90'    | Estádio: Fortuna Sittard Stadion Público: 3,522 Árbitro: Rob Dieperink |  |

| 19 de dezembro de 2018            | Roda JC (2)            | 1–1 (pro.) (2–4 pen.)                 | Ajax (1)           | Kerkrade                                                                    |  |
| 20:45 CET                         | - Paulissen 36' (pen.) | Relatório                             | - Tadić 13' (pen.) | Estádio: Parkstad Limburg Stadion Público: 14,296 Árbitro: Serdar Gözübüyük |  |
|                                   |                        | Penalidades                           |                    |                                                                             |  |
| Engels Paulissen Gnjatić Verburgh |                        | Tadić Huntelaar De Ligt Dolberg Blind |                    |                                                                             |  |

| 20 de dezembro de 2018 | Kozakken Boys (3) | 1–2       | Vitesse (1)                 | Werkendam                                                        |  |
| 18:30 CET              | - Jakoba 59'      | Relatório | - Bero 12' - Ødegaard 90+2' | Estádio: Sportpark De Zwaaier Público: 2,200 Árbitro: Erik Blank |  |

| 20 de dezembro de 2018 | Feyenoord (1) | 1–0       | FC Utrecht (1) | Rotterdam                                               |  |
| 20:45 CET              | - Vilhena 27' | Relatório |                | Estádio: De Kuip Público: 35,000 Árbitro: Björn Kuipers |  |

#### Quartas-de-final
O sorteio das quartas-de-final ocorreu em 22 de dezembro de 2018 às 23:00 CET . Os jogos das quartas-de-final ocorreram entre 22 e 24 de janeiro de 2019. A partir desta fase, os árbitros foram assistidos pelo árbitro assistente de vídeo . 
| 22 de janeiro de 2019 | AZ (1)                  | 2–0       | Vitesse (1) | Alkmaar                                                     |  |
| 20:45 CET             | - Stengs 40' - Till 54' | Relatório |             | Estádio: AFAS Stadion Público: 8,165 Árbitro: Dennis Higler |  |

| 23 de janeiro de 2019 | FC Twente (2)    | 2–3       | Willem II (1)                                          | Enschede                                                           |  |
| 18:30 CET             | - Aitor 54', 64' | Relatório | - González 62' (o.g.) - Pavlidid 76' - Kristinsson 87' | Estádio: De Grolsch Veste Público: 19,560 Árbitro: Jocehm Kamphuis |  |

| 23 de janeiro de 2019 | Feyenoord (1)                                                      | 4–1       | Fortuna Sittard (1) | Rotterdam                                                  |  |
| 20:45 CET             | - Van Persie 34', 68' (pen.) - Van Beek 82' - Berghuis 90+4' (pen) | Relatório | - Novakovich 54'    | Estádio: De Kuip Público: 25,000 Árbitro: Serdar Gözübüyük |  |

| 24 de janeiro de 2019 | Ajax (1)                             | 3–1       | SC Heerenveen (1)    | Amsterdam                                                       |  |
| 20:45 CET             | - Mazraoui 3' - Van de Beek 16', 38' | Relatório | - Van Amersfoort 84' | Estádio: Johan Cruyff Arena Público: 43,819 Árbitro: Kevin Blom |  |

#### Semi-finais
As semi-finais ocorreram em 27 e 28 de fevereiro de 2019. 
| 27 de fevereiro de 2019 | Feyenoord (1) | 0–3       | Ajax (1)                                         | Rotterdam                                            |  |
| 20:45                   |               | Relatório | - De Ligt 45' - Tagliafico 49' - Van de Beek 65' | Estádio: De Kuip Público: 47,500 Árbitro: Kevin Blom |  |

| 28 de fevereiro de 2019               | Willem II (1) | 1–1 (pro.) (2–1 pen.)                               | AZ (1)     | Tilburg                                                                    |  |
| 20:45 CET                             | Isak 64'      | Relatório                                           | Stengs 23' | Estádio: Koning Willem II Stadion Público: 13,317 Árbitro: Jochem Kamphuis |  |
|                                       |               | Penalidades                                         |            |                                                                            |  |
| - Heerkens - Crowley - Meißner - Isak |               | - Koopmeiners - Til - Van Rhijn - Idrissi - Johnsen |            |                                                                            |  |

#### Final
A final ocorreu em 5 de maio de 2019, no Estádio De Kuip, em Roterdão.

| 5 de maio de 2019 | Willem II (1) | 0-4       | Ajax (1)     | De Kuip                                   |  |
| 18:00 CEST        |               | Relatório | {{{golos2}}} | Público: 45 709 Árbitro: Serdar Gözübüyük |  |